# Андрес Гомес
Андрес Гомес Сантос (ісп. Andrés Gómez Santos) — еквадорський тенісист, триразовий чемпіон турнірів Великого шолома — один раз в одиночному й двічі в парному розряді, колишня перша ракетка світу в парній грі, призер Панамериканських ігор. Здобув 21 одиночний та 33 парні титули.
Вершиною кар'єри Гомеса була перемога на Ролан-Гарросі 1990 року, де він у фіналі здолав юну зірку Андре Агассі, для якого це теж був перший фінал турніру Великого шолома.
Завершив кар'єру 1995 року.
Син Гомеса Еміліо та племінники Ніколас Лапенті й Роберто Кірос були, або є, професійними тенісистами.

## Фінали турнірів Великого шолома

### Одиночний розряд: 1 (1–0)
| Результат | Рік  | Турнір                               | Покриття | Суперник     | Рахунок            |
| --------- | ---- | ------------------------------------ | -------- | ------------ | ------------------ |
| Перемога  | 1990 | Відкритий чемпіонат Франції з тенісу | Ґрунт    | Андре Агассі | 6–3, 2–6, 6–4, 6–4 |

### Парний розряд: 2 (2–0)
| Результат | Рік  | Турнір                               | Покриття | Партнер               | Суперники                     | Рахунок                 |
| --------- | ---- | ------------------------------------ | -------- | --------------------- | ----------------------------- | ----------------------- |
| Перемога  | 1986 | Відкритий чемпіонат США з тенісу     | Тверде   | Слободан Живоїнович   | Йоакім Нюстром Матс Віландер  | 4–6, 6–3, 6–3, 4–6, 6–3 |
| Перемога  | 1988 | Відкритий чемпіонат Франції з тенісу | Ґрунт    | Еміліо Санчес Вікаріо | Джон Фіцджеральд Андерс Яррід | 6–3, 6–7, 6–4, 6–3      |

## Фінали за кар'єру

### Одиночний розряд: 35 (21–14)
| Легенда                                             |
| Великий Шлем (1–0)                                  |
| Гран-прі Super Series (2–0)                         |
| Серія турнірів ATP (1–1)                            |
| Гран-прі Regular Series / Світова серія ATP (17–13) |

| Фінали за покриттям |
| Тверде (4–3)        |
| Ґрунт (16–7)        |
| Трава (0–0)         |
| Килим (1–4)         |

| Результат | W/L   | Дата | Турнір                                      | Покриття  | Суперник               | Рахунок                      |
| --------- | ----- | ---- | ------------------------------------------- | --------- | ---------------------- | ---------------------------- |
| Поразка   | 0–1   | 1980 | Сарасота, США                               | Ґрунт     | Едді Діббс             | 1–6, 1–6                     |
| Перемога  | 1–1   | 1981 | Бордо, Франція                              | Ґрунт     | Тьєррі Тюлан           | 7–6, 7–6, 6–1                |
| Поразка   | 1–2   | 1981 | Сантьяго, Чилі                              | Ґрунт     | Ганс Гільдемайстер     | 4–6, 5–7                     |
| Поразка   | 1–3   | 1982 | Денвер, США                                 | Килим (i) | Джон Седрі             | 6–4, 1–6, 4–6                |
| Перемога  | 2–3   | 1982 | Рим, Італія                                 | Ґрунт     | Еліот Телчер           | 6–2, 6–3, 6–2                |
| Перемога  | 3–3   | 1982 | Кіто, Еквадор                               | Ґрунт     | Луї Курто              | 6–3, 6–4                     |
| Поразка   | 3–4   | 1983 | Норт-Конвей, США                            | Ґрунт     | Хосе Луїс Клерк        | 3–6, 1–6                     |
| Поразка   | 3–5   | 1983 | Індіанаполіс, США                           | Ґрунт     | Джиммі Аріес           | 4–6, 6–2, 4–6                |
| Перемога  | 4–5   | 1983 | Даллас, США                                 | Тверде    | Браян Тічер            | 6–7(2–7), 6–1, 6–1           |
| Поразка   | 4–6   | 1983 | Токіо, Японія                               | Тверде    | Еліот Телчер           | 5–7, 6–3, 1–6                |
| Перемога  | 5–6   | 1984 | Ніцца, Франція                              | Ґрунт     | Генрік Сундстрем       | 6–1, 6–4                     |
| Перемога  | 6–6   | 1984 | Рим, Італія (2)                             | Ґрунт     | Аарон Крікстейн        | 2–6, 6–1, 6–2, 6–2           |
| Перемога  | 7–6   | 1984 | Washington Open, США                        | Ґрунт     | Аарон Крікстейн        | 6–2, 6–2                     |
| Перемога  | 8–6   | 1984 | Індіанаполіс, США                           | Ґрунт     | Балаж Тароці           | 6–0, 7–6(7–5)                |
| Перемога  | 9–6   | 1984 | Гонконг, Велика Британія                    | Тверде    | Томаш Шмід             | 6–3, 6–2                     |
| Поразка   | 9–7   | 1984 | Вемблі, Велика Британія                     | Килим (i) | Іван Лендл             | 6–7(1–7), 2–6, 1–6           |
| Поразка   | 9–8   | 1985 | Індіанаполіс, США                           | Ґрунт     | Іван Лендл             | 1–6, 3–6                     |
| Перемога  | 10–8  | 1985 | Гонконг, Велика Британія                    | Тверде    | Аарон Крікстейн        | 6–3, 6–3, 3–6, 6–4           |
| Перемога  | 11–8  | 1986 | Індіанаполіс, США                           | Ґрунт     | Тьєррі Тюлан           | 6–4, 7–6                     |
| Перемога  | 12–8  | 1986 | Флоренція, Італія                           | Ґрунт     | Генрік Сундстрем       | 6–3, 6–4                     |
| Перемога  | 13–8  | 1986 | Бостон, США                                 | Ґрунт     | Мартін Хайте           | 7–5, 6–4                     |
| Поразка   | 13–9  | 1986 | Кіцбюель, Австрія                           | Ґрунт     | Мілослав Мечирж        | 4–6, 6–4, 1–6, 6–2, 3–6      |
| Поразка   | 13–10 | 1986 | Гонконг, Велика Британія                    | Тверде    | Рамеш Крішнан          | 6–7, 0–6, 5–7                |
| Перемога  | 14–10 | 1986 | Ітапарика, Бразилія                         | Тверде    | Жан-Філіпп Флер'ян     | 4–6, 6–4, 6–4                |
| Перемога  | 15–10 | 1987 | Форест-Гіллс, США                           | Ґрунт     | Яннік Ноа              | 6–4, 7–6(7–5), 7–6(7–1)      |
| Поразка   | 15–11 | 1987 | Франкфурт-на-Майні, Західна Німеччина       | Килим (i) | Тім Майотт             | 6–7, 4–6                     |
| Поразка   | 15–12 | 1988 | Штутгарт, Західна Німеччина                 | Ґрунт     | Андре Агассі           | 4–6, 2–6                     |
| Поразка   | 15–13 | 1988 | Вашингтон, США                              | Тверде    | Джиммі Коннорс         | 1–6, 4–6                     |
| Перемога  | 16–13 | 1989 | Бостон, США                                 | Ґрунт     | Матс Віландер          | 6–1, 6–4                     |
| Перемога  | 17–13 | 1989 | Барселона, Іспанія                          | Ґрунт     | Горст Скофф            | 6–4, 6–4, 6–2                |
| Поразка   | 17–14 | 1990 | Філадельфія, США                            | Килим (i) | Піт Сампрас            | 6–7(4–7), 5–7, 2–6           |
| Перемога  | 18–14 | 1990 | Барселона, Іспанія                          | Ґрунт     | Гільєрмо Перес Рольдан | 6–0, 7–6(7–1), 3–6, 0–6, 6–2 |
| Перемога  | 19–14 | 1990 | Мадрид, Іспанія                             | Ґрунт     | Марк Россе             | 6–3, 7–6(7–3)                |
| Перемога  | 20–14 | 1990 | Відкритий чемпіонат Франції з тенісу, Париж | Ґрунт     | Андре Агассі           | 6–3, 2–6, 6–4, 6–4           |
| Перемога  | 21–14 | 1991 | Бразиліа, Бразилія                          | Килим     | Хав'єр Санчес          | 6–4, 3–6, 6–3                |

### Парний розряд: 51 (33–18)
| Результат | Дата | Турнір                                      | Покриття   | Партнер               | Суперники                             | Рахунок                 |
| --------- | ---- | ------------------------------------------- | ---------- | --------------------- | ------------------------------------- | ----------------------- |
| Перемога  | 1980 | Сарасота, США                               | Ґрунт      | Рікардо Ікаса         | Девід Картер Рік Фейджел              | 6–3, 6–4                |
| Перемога  | 1980 | Гамбург, Західна Німеччина                  | Ґрунт      | Ганс Гільдемайстер    | Райнгарт Пробст Макс Вюншіг           | 6–3, 6–4                |
| Поразка   | 1980 | Бостон, США                                 | Ґрунт      | Ганс Гільдемайстер    | Джін Меєр Сенді Меєр                  | 6–1, 4–6, 4–6           |
| Перемога  | 1980 | Washington Open, США                        | Ґрунт      | Ганс Гільдемайстер    | Джін Меєр Сенді Меєр                  | 6–4, 7–5                |
| Перемога  | 1980 | Мадрид, Іспанія                             | Ґрунт      | Ганс Гільдемайстер    | Ян Кодеш Балаж Тароці                 | 3–6, 6–3, 10–8          |
| Перемога  | 1980 | Кіто, Еквадор                               | Ґрунт      | Ганс Гільдемайстер    | Хосе Луїс Клерк Белус Прахокс         | 6–3, 1–6, 6–4           |
| Поразка   | 1980 | Богота, Колумбія                            | Ґрунт      | Рікардо Ікаса         | Альваро Фільйоль Карлус Кірмайр       | 4–6, 3–6                |
| Поразка   | 1981 | Вінья-дель-Мар, Чилі                        | Ґрунт      | Белус Прахокс         | Девід Картер Пол Кронк                | 1–6, 2–6                |
| Перемога  | 1981 | Гамбург, Західна Німеччина                  | Ґрунт      | Ганс Гільдемайстер    | Пітер Макнамара Пол Макнамі           | 6–4, 3–6, 6–4           |
| Перемога  | 1981 | Рим, Італія                                 | Ґрунт      | Ганс Гільдемайстер    | Брюс Менсон Томаш Шмід                | 7–5, 6–2                |
| Перемога  | 1981 | Brussels Outdoor, Бельгія                   | Ґрунт      | Рікардо Кано          | Карлус Кірмайр Кассіу Мотта           | 6–2, 6–2                |
| Поразка   | 1981 | Бостон, США                                 | Ґрунт      | Ганс Гільдемайстер    | Рауль Рамірес Павел Сложил            | 4–6, 6–7                |
| Перемога  | 1981 | Бордо, Франція                              | Ґрунт      | Белус Прахокс         | Джим Гарфейн Андерс Яррід             | 7–5, 6–3                |
| Перемога  | 1981 | Мадрид, Іспанія                             | Ґрунт      | Ганс Гільдемайстер    | Гайнц Ґюнтгардт Томаш Шмід            | 6–2, 3–6, 6–3           |
| Поразка   | 1981 | Барселона, Іспанія                          | Ґрунт      | Ганс Гільдемайстер    | Андерс Яррід Ганс Сімонссон           | 1–6, 4–6                |
| Перемога  | 1981 | Кіто, Еквадор                               | Ґрунт      | Ганс Гільдемайстер    | Девід Картер Рікардо Ікаса            | 7–5, 6–3                |
| Перемога  | 1981 | Сантьяго, Чилі                              | Ґрунт      | Ганс Гільдемайстер    | Рікардо Кано Белус Прахокс            | 6–2, 7–6                |
| Поразка   | 1982 | Вашингтон, США                              | Ґрунт      | Ганс Гільдемайстер    | Рауль Рамірес Вен Вінітскі            | 5–7, 6–7                |
| Перемога  | 1982 | Бордо, Франція                              | Ґрунт      | Ганс Гільдемайстер    | Андерс Яррід Ганс Сімонссон           | 6–4, 6–2                |
| Поразка   | 1983 | Каракас, Венесуела                          | Тверде     | Іліє Настасе          | Хайме Фійоль Стен Сміт                | 7–6, 4–6, 3–6           |
| Поразка   | 1983 | Йоганнесбург, ПАР                           | Тверде     | Шервуд Стюарт         | Стів Мейстер Браян Тічер              | 7–6, 6–7, 2–6           |
| Поразка   | 1984 | Ніцца, Франція                              | Ґрунт      | Ганс Гільдемайстер    | Ян Гуннарссон Мікаель Мортенсен       | 1–6, 5–7                |
| Перемога  | 1984 | Вемблі, Англія                              | Килим (i)  | Іван Лендл            | Павел Сложил Томаш Шмід               | 6–2, 6–2                |
| Перемога  | 1985 | Марбелья, Іспанія                           | Ґрунт      | Кассіу Мотта          | Луї Курто Міхіл Схаперс               | 6–1, 6–1                |
| Перемога  | 1985 | Гамбург, Західна Німеччина                  | Ґрунт      | Ганс Гільдемайстер    | Гайнц Ґюнтгардт Балаж Тароці          | 1–6, 7–6, 6–4           |
| Перемога  | 1985 | Стокгольм, Швеція                           | Тверде (i) | Гі Форже              | Майк Де Палмер Гері Доннеллі          | 6–3, 6–4                |
| Перемога  | 1986 | Ft. Myers, США                              | Тверде     | Іван Лендл            | Пітер Дуен Пол Макнамі                | 7–5, 6–4                |
| Перемога  | 1986 | Індіанаполіс, США                           | Ґрунт      | Ганс Гільдемайстер    | Джон Фіцджеральд Шервуд Стюарт        | 6–4, 6–3                |
| Перемога  | 1986 | Форест-Гіллс, США                           | Ґрунт      | Ганс Гільдемайстер    | Борис Бекер Слободан Живоїнович       | 7–6, 7–6                |
| Перемога  | 1986 | Бостон, США                                 | Ґрунт      | Ганс Гільдемайстер    | Ден Кессіді Мел Перселл               | 4–6, 7–5, 6–0           |
| Перемога  | 1986 | Вашингтон, США                              | Ґрунт      | Ганс Гільдемайстер    | Рікардо Асіолі Сезар Кіст             | 6–3, 7–5                |
| Поразка   | 1986 | Кіцбюель, Австрія                           | Ґрунт      | Ганс Гільдемайстер    | Гайнц Ґюнтгардт Томаш Шмід            | 6–4, 3–6, 6–7           |
| Перемога  | 1986 | Відкритий чемпіонат США з тенісу, Нью-Йорк  | Тверде     | Слободан Живоїнович   | Йоакім Нюстром Матс Віландер          | 4–6, 6–3, 6–3, 4–6, 6–3 |
| Перемога  | 1986 | Stuttgart Outdoor, Західна Німеччина        | Ґрунт      | Ганс Гільдемайстер    | Мансур Бахрамі Дієго Перес            | 6–4, 6–3                |
| Поразка   | 1986 | Токіо Indoor, Японія                        | Килим (i)  | Іван Лендл            | Майк Де Палмер Гері Доннеллі          | 3–6, 5–7                |
| Поразка   | 1986 | Йоганесбурґ, ПАР                            | Тверде (i) | Шервуд Стюарт         | Майк Де Палмер Хрісто ван Ренсбург    | 6–3, 2–6, 6–7           |
| Поразка   | 1987 | Токіо, Японія                               | Тверде     | Андерс Яррід          | Пол Еннекон Кевін Каррен              | 4–6, 6–7                |
| Перемога  | 1987 | Монте-Карло, Монако                         | Ґрунт      | Ганс Гільдемайстер    | Мансур Бахрамі Мікаель Мортенсен      | 6–2, 6–4                |
| Перемога  | 1987 | Бостон, США                                 | Ґрунт      | Ганс Гільдемайстер    | Йоакім Нюстром Матс Віландер          | 7–6, 3–6, 6–1           |
| Перемога  | 1988 | Відкритий чемпіонат Франції з тенісу, Париж | Ґрунт      | Еміліо Санчес Вікаріо | Джон Фітцджералд Андерс Яррід         | 6–3, 6–7, 6–4, 6–3      |
| Поразка   | 1988 | Гштад, Швейцарія                            | Ґрунт      | Еміліо Санчес Вікаріо | Петр Корда Мілан Шрейбер              | 6–7, 6–7                |
| Перемога  | 1988 | Токіо Indoor, Японія                        | Килим (i)  | Слободан Живоїнович   | Борис Беккер Ерік Єлен                | 7–5, 5–7, 6–3           |
| Перемога  | 1989 | Бостон, США                                 | Ґрунт      | Альберто Манчіні      | Тодд Нелсон Філ Вільямсон             | 7–6, 6–2                |
| Перемога  | 1989 | Женева, Швейцарія                           | Ґрунт      | Альберто Манчіні      | Мансур Бахрамі Гільєрмо Перес Рольдан | 6–3, 7–5                |
| Поразка   | 1989 | Токіо Indoor, Японія                        | Килим (i)  | Слободан Живоїнович   | Кевін Каррен Девід Пейт               | 6–4, 3–6, 6–7           |
| Перемога  | 1990 | Барселона, Іспанія                          | Ґрунт      | Хав'єр Санчес         | Серхіо Касаль Еміліо Санчес Вікаріо   | 7–6, 7–5                |
| Поразка   | 1990 | Монте-Карло, Монако                         | Ґрунт      | Хав'єр Санчес         | Петр Корда Томаш Шмід                 | 4–6, 6–7                |
| Поразка   | 1990 | Мадрид, Іспанія                             | Ґрунт      | Хав'єр Санчес         | Хуан Карлос Баґена Омар Кампорезе     | 4–6, 6–3, 3–6           |
| Поразка   | 1991 | Скенектаді, США                             | Тверде     | Еміліо Санчес Вікаріо | Хав'єр Санчес Тодд Вудбрідж           | 6–3, 6–7, 6–7           |
| Перемога  | 1991 | Сан-Паулу, Бразилія                         | Тверде     | Жайме Онсінс          | Хорхе Лосано Кассіу Мотта             | 7–5, 6–4                |
| Перемога  | 1992 | Барселона, Іспанія                          | Ґрунт      | Хав'єр Санчес         | Іван Лендл Карел Новачек              | 6–4, 6–4                |

## Досягнення
| W | Ф | ПФ | ЧФ | #Р | КТ | К# | DNQ | A | NH |

### Одиночний розряд
| Турнір                                 | 1979  | 1980  | 1981  | 1982  | 1983  | 1984  | 1985  | 1986  | 1987  | 1988  | 1989  | 1990  | 1991  | 1992  | ТУ     |
| -------------------------------------- | ----- | ----- | ----- | ----- | ----- | ----- | ----- | ----- | ----- | ----- | ----- | ----- | ----- | ----- | ------ |
| Турніри Великого шолома                |       |       |       |       |       |       |       |       |       |       |       |       |       |       |        |
| Відкритий чемпіонат Австралії з тенісу |       |       |       |       |       |       |       | NH    |       |       |       | 4р    |       | 1р    | 0 / 2  |
| Відкритий чемпіонат Франції з тенісу   |       | 2р    | 2р    | 4р    | 4р    | ЧФ    | 3р    | ЧФ    | ЧФ    | 2р    | 2р    | 1990  |       | 2р    | 1 / 12 |
| Вімблдонський турнір                   |       | 1р    |       | 1р    |       | ЧФ    |       | 1р    | 4р    |       | 2р    | 1р    |       |       | 0 / 7  |
| Відкритий чемпіонат США з тенісу       | 2р    | 2р    | 3р    |       | 4р    | ЧФ    |       | 2р    | 4р    | 3р    | 3р    | 1р    | 1р    |       | 0 / 11 |
| ТУ                                     | 0 / 1 | 0 / 3 | 0 / 2 | 0 / 2 | 0 / 2 | 0 / 3 | 0 / 1 | 0 / 3 | 0 / 3 | 0 / 2 | 0 / 3 | 1 / 4 | 0 / 1 | 0 / 2 | 1 / 32 |
| Завершальний чемпіонат сезону          |       |       |       |       |       |       |       |       |       |       |       |       |       |       |        |
| Фінал ATP                              |       |       |       |       | ЧФ    | ЧФ    | ПФ    | RR    |       |       |       | RR    |       |       | 0 / 5  |
| Рейтинг на кінець року                 | 61    | 44    | 37    | 15    | 14    | 5     | 15    | 10    | 11    | 24    | 17    | 6     | 70    | 179   |        |

### Парний розряд
| Турнір                                 | 1979  | 1980  | 1981  | 1982  | 1983  | 1984  | 1985  | 1986  | 1987  | 1988  | 1989  | 1990  | 1991  | 1992  | ТУ     |
| -------------------------------------- | ----- | ----- | ----- | ----- | ----- | ----- | ----- | ----- | ----- | ----- | ----- | ----- | ----- | ----- | ------ |
| Відкритий чемпіонат Австралії з тенісу |       |       |       |       |       |       |       | NH    |       |       |       | 1р    |       | 2р    | 0 / 2  |
| Відкритий чемпіонат Франції з тенісу   |       | 2р    | 2р    |       | 1р    | 1р    |       | 2р    | 3р    | П     | 1р    |       |       | 1р    | 1 / 9  |
| Вімблдонський турнір                   |       |       |       |       |       | 1р    |       | 1р    | ПФ    |       |       |       |       |       | 0 / 3  |
| Відкритий чемпіонат США з тенісу       | 2р    | 1р    | 1р    |       | 1р    | 1р    |       | П     | ПФ    | 3р    | 2р    |       | 3р    |       | 1 / 10 |
| ТУ                                     | 0 / 1 | 0 / 2 | 0 / 2 | 0 / 0 | 0 / 2 | 0 / 3 | 0 / 0 | 1 / 3 | 0 / 3 | 1 / 2 | 0 / 2 | 0 / 1 | 0 / 1 | 0 / 2 | 2 / 24 |